# Ulysses Dirckinck-Holmfeld

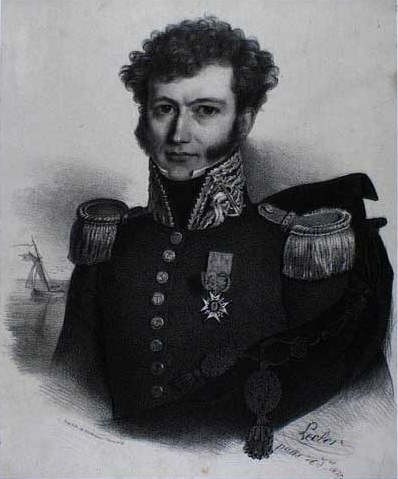
Ulysses Dirckinck-Holmfeld, 1829

Johan Daniel Carl Ulysses Dirckinck, Freiherr von Holmfeld (* 26. Januar 1801 in Osnabrück; † 22. Juli 1877 in Marienhöhe) war ein dänischer Militär und Diplomat. 1848/1849 war er für Dänemark Gesandter beim Deutschen Reich.

## Leben
Dirckinck-Holmfeld stammte aus einer westfälisch/niederländischen Offiziersfamilie, die in Dänemark sesshaft wurde. Er war das vierte Kind und der dritte Sohn des Obersten und Flottenkapitäns der Niederlande Arnold Christian Leopold Edler von Dirckinck (1763–1828) und dessen Frau Anna Helene Holm (1776–1809), der Tochter eines dänischen Amtmanns in Norwegen. Sein Vater wurde 1806 in den dänischen Adel rezipiert und erhielt mit Patent vom 30. Mai 1828 den Titel Freiherr von Holmfeld. Seine Brüder waren der dänische Publizist Constant Dirckinck-Holmfeld (1799–1880) und Edwin von Dirckinck-Holmfeld (1802–1896), dänischer Seeoffizier und von 1842 bis 1845 Chef der Preußischen Navigationsschule.
Schon im Alter von elf Jahren trat er 1812 als Seekadett in die Dänische Marine ein. 1819 erhielt er sein Patent als Sekondeleutnant zur See. 1820 erhielt er die Erlaubnis zu einer mehrmonatigen Reise nach Holland. 1821/22 machte er auf der Brigg St. Jan eine Reise nach Dänisch-Westindien; 1823 war er Ausbilder auf dem Schulschiff Møen.

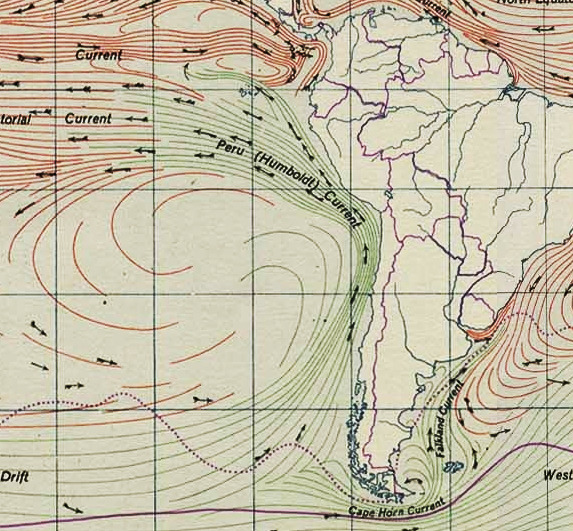
Humboldtstrom

Im Oktober 1823 wurde er zum Kammerjunker ernannt. Gleichzeitig ging er mit Erlaubnis seiner dänischen Vorgesetzten in den Dienst der französischen Marine. Auf dem Linienschiff Jean Bart und der Schonerbrigg l'Aigrette segelte er nach Südamerika. Mit der l'Aigrette umrundete er Kap Horn. Im Auftrag von Alexander von Humboldt führte er vor der Pazifikküste zahlreiche Messungen von Dezember 1824 bis April 1825 durch, die Humboldt in seiner Annahme des Humboldtstroms bestätigten. „Baron Dirckinck, ein junger, talentvoller Offizier, hat diesen Auftrag trefflich erfüllt, da er von Valparaíso nach Arica und Quilca (16. December 1824 bis 2. Januar 1825); von Quilca nach dem Callao de Lima (3. bis 12. Januar 1825); von Chorillos bei Lima nach Quilca (6. bis 20. Febr. 1825); von Chorillos nach Panama (30. März bis 15. April); von Panama nach Guayaquil (22. April bis 11. Mei); von Chorillos nach San Carlos de Chiloe (20. Juni bis 6. Juli) und von Chorillos nach Valparaiso (31. Juli bis 9. August 1825) segelte, ohne einen einzigen Tag die Beobachtungen auszusetzen.“ 1826 folgten weitere Reisen zwischen Brest und Südamerika. Am 30. Juli 1826 wurde er zum Premierleutnant befördert. 1827 segelte er auf der Fregatte la Circé nach Nordamerika.
Nach dem Tod des Vaters 1828 nahm er, ausgezeichnet mit dem Militärverdienstorden, seinen Abschied aus französischen Diensten und kehrte kurzzeitig nach Dänemark zurück. Er blieb jedoch nicht lange, sondern ging nach St. Petersburg und trat in den Dienst der Kaiserlich Russischen Marine. Als Kapitänleutnant übernommen, tat er Dienst in der Schwarzmeerflotte unter Admiral Alexis Greigh während des Russisch-Türkisches Krieges. Als Befehlshaber des Landungskontingents bei der Eroberung des Küstenortes Iniade (heute İğneada) am 29. August 1828 erhielt er das Georgskreuz. 1830 nahm er seinen Abschied aus russischen Diensten und ging nach Hannover. Von hier aus stellte er den Antrag, in den diplomatischen Dienst des Königreichs Dänemark zu wechseln.
Er wurde jedoch zunächst als Rekrutierungsoffizier in Hjerting (Esbjerg) eingesetzt. 1831 erhielt er Urlaub für eine mehrmonatige Reise zu seinem Bruder nach Schwarzenbek ins Herzogtum Lauenburg. Im gleichen Jahr wurde er à la suite gestellt.
Am 8. Juni 1838 wurde er unter Entlassung aus der Marine zum Amtsverwalter der Herrschaft Pinneberg ernannt.
Im Krisenjahr 1848 schließlich gelang ihm der Wechsel in die Diplomatie. Von August bis Oktober 1848 war er dänischer Interims-Geschäftsträger in Den Haag und vom 22. Oktober 1848 bis 8. April 1849 Gesandter bei der Zentralgewalt des entstehenden Deutschen Reichs. 1849 wurde Dirckinck-Holmfeld zum königlich-dänischen Kammerherr ernannt.
Von 1849 bis 1856 diente er als Diplomat in den deutschen Hansestädten und an verschiedenen deutschen Höfen. Bei der Wiederherstellung der dänischen Oberhoheit über das Herzogtum Holstein wurde er 1853 im 8. Wahlbezirk (Wandsbek) zu Deputierten der Holsteinische Ständeversammlung gewählt. Er nahm jedoch nicht an den Verhandlungen teil.
1850 wurde er Kommandeur des Dannebrogorden; 1856 erhielt er das Großkreuz dazu.
Von 1856 bis 1860 war er dänischer Gesandter in Paris. 1862/1863 war er der letzte dänische Bundestagsgesandte. Als Reaktion auf die dänische Novemberverfassung wurde er am 28. November 1863 vom Bundestag ausgeschlossen, seine Dienstzeit in Frankfurt endete damit. Nach einer kurzen diplomatischen Mission in Brüssel zog er sich auf seinen Besitz Marienhöhe in Kiel-Düsternbrook zurück. Im November 1864 wurde ihm der Abschied mit Pension bewilligt.
Politisch gehörte er wie sein Bruder Constant zur Helstatspartiet, die den dänischen Gesamtstaat aufrechterhalten wollte, was sich angesichts der Nationalstaatsbestrebungen auf beiden Seiten als unmöglich erwies. Beide Brüder blieben nach dem Deutsch-Dänischen Krieg im nun preußischen Schleswig-Holstein wohnen.
1831 heiratete Dirckinck-Holmfeld in Hannover die Niederländerin Elisabeth Baroness Sirtema van Grovestins (* 1810 in Demerara; † 1881 in Wiesbaden). Das Paar hatte einen Sohn, Ulysses Carl August Edwin Dirckinck-Holmfeld (1833–1895), der auf dem mütterlichen Erbe Kasteel Obbicht (Gemeinde Sittard-Geleen) wohnte.

## Auszeichnungen
- Titel
  - Hofjägermeister (1839)
  - Kammerherr (1849)
  - Geheimer Konferenzrat, Exzellenz (I. Klasse der Rangverordnung, Nr. 13)[8]
- Dannebrogorden
  - Ritter (28. Juni 1845)
  - Kommandeur (14. Juli 1850)
  - Dannebrogsmann (26. April 1854)
  - Großkreuz (7. April 1856)[9]
- Guelphen-Orden, Großkreuz (1851)[10]
- Oldenburgischer Haus- und Verdienstorden des Herzogs Peter Friedrich Ludwig, Großkreuz
- Sankt-Stanislaus-Orden, I. Klasse
- Orden des heiligen Joseph (Toskana), Großkreuz
- Sonnen- und Löwenorden, Großkreuz
- Ehrenlegion, Großoffizier
- Militärverdienstorden (Frankreich), Ritter (1828)
- Russischer Orden des Heiligen Georg, 4. Klasse

## Belege
1. ↑  Ulysses, Baron von D.. auf retrobibliothek.de
2. ↑  Marine-Stationen nach Dirckinck, Carl Daniel Ulysses, Friherre af Holmfeld, in: Theodor Andreas Topsøe-Jensen, Emil Marquard: Søofficerer i den dansk-norske søetat. Band 1, Kopenhagen: Hagerup 1935 Digitalisat, S. 292 Nr. 936 (1114)
3. ↑  Heinrich Berghaus: Allgemeine Länder- und Völkerkunde. Band 1, Stuttgart: Hoffmann 1837, S. 586–588
4. ↑  Hans Schenk, Elfriede Eißelt: Reichsministerien der Provisorischen Zentralgewalt. Bestände DB 52–59. Teil I. Bundesarchiv, Koblenz 1986, S. 142.
5. ↑  Königlich-dänischer Hof- und Staatskalender 1853, S. 145
6. ↑  Emil Marquard: Danske Gesandter og Gesandtskabspersonale indtil 1914. Kopenhagen: Munksgaard 1952, S. 100 Digitalisat
7. ↑  Danmarks adels aarbog 25 (1908), S. 121
8. ↑  Kongelig dansk hof- og statskalender. 1877, Sp. 7
9. ↑  Orden nach Kongelig dansk hof- og statskalender. 1877, Sp. 7
10. ↑  Hof- und Staatshandbuch für das Königreich Hannover. 1865, S. 77

| Personendaten    | Personendaten                                     |
| ---------------- | ------------------------------------------------- |
| NAME             | Dirckinck-Holmfeld, Ulysses                       |
| ALTERNATIVNAMEN  | Dirckinck von Holmfeld, Johan Daniel Carl Ulysses |
| KURZBESCHREIBUNG | dänischer Militär und Diplomat                    |
| GEBURTSDATUM     | 26. Januar 1801                                   |
| GEBURTSORT       | Osnabrück                                         |
| STERBEDATUM      | 22. Juli 1877                                     |
| STERBEORT        | Marienhöhe                                        |